# Guerrero (Argentina)
Guerrero é uma localidade do partido de Castelli, da Província de Buenos Aires, na Argentina. Possui uma população estimada em 129 habitantes (INDEC 2001).